# Carpodiptera mirabilis
Carpodiptera mirabilis é uma espécie de angiospérmica da família Tiliaceae.
Apenas pode ser encontrada no seguinte país: Cuba.